# Dunnet
Dunnet ist eine Ortschaft in der schottischen Council Area Highland. Sie liegt in der traditionellen Grafschaft Caithness zwischen der St John’s Loch und der Dunnet Bay am Hals des Kaps Dunnet Head, dem nördlichsten Punkt der Insel Großbritannien. Damit gehört Dunnet zu den am weitesten nördlich gelegenen Ortschaften auf der britischen Hauptinsel. Der aus dem St John’s Loch abfließende Burn of Dunnet durchfließt die Ortschaft. Dunnet liegt elf Kilometer östlich von Thurso und 25 Kilometer nordwestlich von Wick.

## Geschichte
Archäologische Untersuchungen belegen die Besiedlung Dunnets spätestens seit dem früheren Mittelalter. So deuten Artefakte auf eine Siedlung im Laufe des 8. Jahrhunderts, möglicherweise bereits zur Eisenzeit, hin. Es folgten die Wikinger, die dort eine Siedlung unterhielten.
Die heutige Dunnet Parish Church besitzt möglicherweise einen präreformatorischen Kern. Zwischen dem frühen 17. und dem frühen 19. Jahrhundert wurde sie jedoch mehrfach überarbeitet und erweitert. Zwischen 1601 und 1608 oder 1614 war der Geistliche und Kartograph Timothy Pont, welcher die erste detaillierte Landkarte Schottlands zeichnete, dort Gemeindepfarrer. 1881 befanden sich drei Schulen in Dunnet, welche in diesem Jahr 193 Schüler besuchten.
Lebten im Jahre 1801 noch 1366 Personen in Dunnet, so war die Einwohnerzahl bis 1831 auf 1906 angestiegen. In den folgenden Jahrzehnten war die Einwohnerzahl rückläufig und sank bis 1881 auf 1625 Personen. 1971 zählte Dunnet noch 113 Einwohner.

## Verkehr
Zwischen Tongue und John o’ Groats verläuft die aus Tain kommende A836 entlang der schottischen Nordküste. Sie bindet Dunnet an das Fernverkehrsstraßennetz an und bildet die Hauptstraße der Ortschaft. In der Ortsmitte mündet die B855 ein, die bis zum Dunnet Head Lighthouse an der Spitze des Kaps führt. In Thurso ist die A9 (nach Polmont in Falkirk) und in John o’ Groats die A99 (nach Latheron) innerhalb weniger Kilometer zugänglich.